# Blackjack Ketchum, Desperado
Blackjack Ketchum, Desperado (Brasil: O  Pistoleiro Negro ) é um filme estadunidense de 1956, dirigido por Earl Bellamy, roteirizado por Luci Warde Jack Natteford, baseado no livro Kilkenny de Louis L’Amour, música de Mischa Baklenikoff.

## Sinopse
Tentando seguir uma vida normal, um homem tem que assumir seu passado de pistoleiro, e defender uma cidade dos avanços de um barão de gado.

## Elenco
- Howard Duff ....... Tom "Blackjack" Ketchum
- Victor Jory .......  	 Jared Tetlow
- Maggie Mahoney ....... Nita Riordan
- Angela Stevens ....... Laurie Webster
- David Orrick ....... Bob Early
- William Tannen ....... Dee Havalik
- Ken Christy ....... Sheriff Macy
- Martin Garralaga ....... Jaime Brigo
- Robert Roark ....... Ben Tetlow
- Don C. Harvey ....... Mac Gill
- Pat O'Malley ....... Doc Blaine
- Jack Littlefield ....... Burl Tetlow
- Sydney Mason .......  Matt Riordan